# Oligodon calamarius
Oligodon calamarius är en ormart som beskrevs av Carl von Linné 1758. Oligodon calamarius ingår i släktet Oligodon och familjen snokar. Inga underarter finns listade i Catalogue of Life.
Denna orm förekommer i Sri Lanka. Alla fynd är gamla och det saknas informationer och artens ekologi samt populationens storlek. IUCN kategoriserar arten globalt som otillräckligt studerad.